# Chalanhac
Chalanhac (en francès Chalagnac) és un municipi francès situat al departament de la Dordonya i a la regió de la Nova Aquitània.

## Demografia
| 1962                                       | 1968 | 1975 | 1982 | 1990 | 1999 | 2007 |
| ------------------------------------------ | ---- | ---- | ---- | ---- | ---- | ---- |
| 257                                        | 237  | 222  | 281  | 338  | 338  | 383  |
| Des de 1962: població sense dobles comptes |      |      |      |      |      |      |

## Administració
| Període | Identitat   | Partit |
| ------- | ----------- | ------ |
| 2002-   | Jean Manein |        |